# Хало такси
Хало такси је југословенски филм снимљен 1983. године. Режирао га је Властимир Радовановић који је написао и сценарио.

## Радња
Шугер је таксиста, иначе бивши боксер, који дане, а неретко и ноћи проводи за воланом свог зеленог мерцедеса. Тако се удаљава од своје супруге Рајке, све док једног дана не примети да је она то искористила на један, за њега неморалан начин. У покушају да докаже њену превару, креће у потрагу за тајанственим љубавником, за кога се испоставља да је шеф опасне криминалне групе која се бави трговином људима, Бизмарк. Почиње велика борба коју Шугер води не само за своју мушку част, већ и за поштовање закона и реда.
На његовој матичној такси станици Славујев венац све се мења у тренутку када се појави нови таксиста - млада жена Ана. У почетку она не бива прихваћена од стране мушких колега, али на њену страну стаје управо Шугер и они постају добри пријатељи. Ана интензивно помаже Шугеру у његовој борби, баш као и Роћко, милиционер који то чини неформално, јер Шугер инсистира да се лично обрачуна са групом која му је повредила част. Међутим, противници су опаснији него што је мислио, тако да убрзо Шугер бива киднапован. Тада Роћко укључује званичне органе реда у потрагу, али ипак одлучујућу улогу у расплету ове опасне драме имају таксисти предвођени лепом колегиницом Аном. Филм је на тај начин посебно акцентовао међуљудску и колегијалну солидарност, каква је и карактерисала Београд осамдесетих, а коју су верно дочарале упечатљиве сцене потере свих београдских таксиста за криминалцима, која је, наравно, успешно окончана.

## Улоге
| Глумац                   | Улога                          |
| ------------------------ | ------------------------------ |
| Велимир Бата Живојиновић | Шугер                          |
| Светлана Бојковић        | Рајка                          |
| Горица Поповић           | Ана Ђорђeвић                   |
| Павле Вуисић             | Агa, чистач ципела             |
| Војислав Брајовић        | Бизмарк                        |
| Драгомир Бојанић Гидра   | Јумба, Бизмарков први компањон |
| Ирфан Менсур             | Цире, Бизмарков други компањон |
| Младен Андрејевић        | Роћко                          |
| Нада Војиновић           | Јованка 'Жaнa'                 |
| Лепомир Ивковић          | Ђакон \ Птичaр                 |
| Драган Бјелогрлић        | Шугеров сестрић                |
| Драгомир Чумић           | таксиста Лешко                 |
| Душан Јанићијевић        | Анин бивши муж                 |
| Милан Срдоч              | таксиста Капетан               |
| Ташко Начић              | таксиста Бранко                |
| Радмила Гутеша           | Шугерова сестра                |
| Петар Краљ               | сељак Милорад                  |
| Растислав Јовић          | Инспектор                      |
| Тимоти Џон Бајфорд       | Луис, полицајац Интерпола      |
| Бане Вукашиновић         | тв водитељ                     |
| Ратко Танкосић           | Конобар                        |
| Зоран Модли              | Диспечер                       |
| Ивана Королија           | Девојка                        |
| Љиљана Јовановић         | Жена са цвећем у таксију       |
| Ванеса Ојданић           | Масерка                        |
| Јован Никчевић           | Радник на бензинској пумпи     |
| Страхиња Мојић           | Таксиста 1                     |
| Михајло Ћирин            | Таксиста 2                     |
| Предраг Мајо Обрадовић   | Ицко                           |